# Haliplus concolor
Haliplus concolor är en skalbaggsart som beskrevs av Leconte 1852. Haliplus concolor ingår i släktet Haliplus och familjen vattentrampare. Inga underarter finns listade i Catalogue of Life.